# 세종 스포츠토토 여자 축구단
세종 스포츠토토 WFC(Sejong Sportstoto Women's Football Club)는 대한민국 세종특별자치시에 있는 축구 선수단이다. 스포츠토토코리아가 운영하는 여자 세미프로 축구단이며, 2011년 3월에 창단되었다. 2011년 창단 당시 팀명은 충북 스포츠토토였다. 2014년 연고지를 대전광역시로 옮겼고, 2016년 1월부터 경상북도 구미시 소속이 되었다가, 2020 시즌부터 연고지를 세종특별자치시로 이전하였으며 현재 여자 축구 실업리그인 WK리그에 참가하고 있다.

## 역사

### 2011 시즌
창단 첫해 1승 3무 17패로 8개팀 중 최하위를 차지하였다. 13득점에 49실점을 하는 등 공수 전반에 걸쳐 부진한 모습을 보이면서 WK리그 새내기로서의 혹독한 신고식을 치렀다. 전국체전 및 전국선수권대회에서도 이렇다 할 모습을 보이지 못한 채 시즌을 마무리했다.

### 2012 시즌
2012 시즌부터 인천 현대제철에서 박지영을 비롯하여 홍기화, 편혜정 등 새로운 선수를 영입하는 등 팀 전력을 재정비하였다. 창단 첫해 선수 수급에서 어려움을 겪었던 데 반해 구단의 적극적인 지원 하에 새로운 선수들을 대거 영입한 2012 시즌에는 7승 5무 9패로 리그 4위로 도약하였다. 또한 충북 대표로 출전한 전국체전에서는 4강에서 강호 이천 대교를 꺾고 결승전에 진출하며 은메달을 획득하였다.

### 2013 시즌
2013 시즌을 앞두고 이장미, 정세화, 김수진, 김스리, 강가애, 문성미 등을 영입하며 전력을 강화하였다. 그러나 중앙수비의 부재, 교체 멤버와 주전과의 전력차를 극복하지 못하고 시즌 내내 고전하는 모습을 보였다. 결국 시즌 최종 순위 5위(7승 8무 9패)를 기록하면서 플레이오프 진출에 실패하였다.
합천에서 열린 선수권대회에서는 조별리그 통과 후 승승장구, 결승 진출에 성공하였으나 고양 대교와의 결승전에서 1:3으로 패하면서 준우승에 머물러야 했다. 또한 전국체전에서는 창단 이래 단 한 번도 승리하지 못했던 인천 현대제철을 꺾으며 4강에 진출했으나 화천 KSPO에게 승부차기에서 패하였다.

### 2014 시즌
2014 시즌을 앞두고 충청북도와의 연고협약이 만료가 됨에 따라 연고지를 충청북도에서 대전광역시로 이전했다. 클럽하우스로 사용하던 제천봉양건강축구센터를 제천시에서 사용할 수 없다는 통보를 하는 등 충청북도와 더 이상 연고협약을 할 수 없게 된 반면 대전광역시의 적극적인 영입에 따라 2014 시즌부터 연고지를 옮기고 팀명도 충북 스포츠토토에서 대전 스포츠토토로 바뀌었다. 이와 함께 2014 시즌부터 WK리그가 홈 앤드 어웨이 방식을 시범적으로 운영함에 따라 대전 스포츠토토는 WK리그를 홈 앤드 어웨이로 치르고자 신청하게 된다. 따라서 한밭종합운동장 보조구장을 홈경기장으로 하며 다른 WK리그 팀과 달리 고양 대교와 더불어 홈 앤드 어웨이를 실시하는 첫 번째 구단이 되었다. 또한 신인 드래프트를 통해 여민지를 비롯해 윤다경, 주수진 등을 영입했고, 고양 대교에서 박예원, 송수란, 서울시청에서 정영아, 화천 KSPO에서 정미현을 영입했다. 또한 중국 국가대표 출신 중앙 수비수이자 주장을 맡고 있는 오해연을 영입하는 등 공수에 걸쳐 취약 포지션을 대거 보강하는 등 2014 시즌을 준비하였다.

## 선수 명단
| NO. | 포지션 | 국적             | 이름              | 생년월일         | 전 소속      | 비고         |
| --- | ------ | ---------------- | ----------------- | ---------------- | ------------ | ------------ |
| 1   | GK     | 대한민국         | 김소희            | 2001년 7월 3일   | 대덕대       |              |
| 3   | DF     | 일본             | 사쿠라모토 나오코 | 1990년 9월 24일  |              |              |
| 4   | MF     | 대한민국         | 박성란            | 1998년 3월 19일  |              |              |
| 5   | DF     | 대한민국         | 신담영            | 1993년 10월 2일  | 인천현대제철 |              |
| 7   | DF     | 대한민국         | 곽민정            | 1994년 6월 14일  |              |              |
| 8   | MF     | 대한민국         | 신연우            | 1997년 11월 25일 |              | 개명(신예림) |
| 9   | FW     | 남아프리카공화국 | 마가이아          | 1994년 12월 16일 |              |              |
| 10  | FW     | 대한민국         | 김성미            | 1997년 4월 2일   |              |              |
| 11  | FW     | 브라질           | 네넴              | 1994년 4월 30일  |              |              |
| 12  | MF     | 대한민국         | 곽민영            | 1994년 6월 14일  |              |              |
| 13  | FW     | 대한민국         | 김소은            | 1998년 9월 20일  |              |              |
| 14  | FW     | 대한민국         | 전가을            | 1988년 9월 14일  | 레딩 FC 위민 |              |
| 15  | DF     | 대한민국         | 안혜인            | 1995년 10월 16일 | 세종 고려대  |              |
| 16  | FW     | 대한민국         | 조미진            | 2001년 4월 4일   |              |              |
| 17  | MF     | 대한민국         | 오연희            | 1994년 7월 17일  | 수원도시공사 |              |
| 18  | DF     | 대한민국         | 백은미            | 1993년 6월 2일   |              |              |
| 19  | GK     | 대한민국         | 강가애            | 1990년 12월 10일 | 고양 대교    |              |
| 20  | DF     | 대한민국         | 이아인            | 2000년 10월 26일 |              |              |
| 23  | DF     | 대한민국         | 조민아            | 2000년 10월 26일 | 울산과학대   |              |
| 24  | DF     | 대한민국         | 임수빈            | 1999년 3월 18일  |              |              |
| 26  | DF     | 대한민국         | 선수현            | 1994년 5월 22일  |              |              |
| 27  | MF     | 대한민국         | 김수진            | 2000년 2월 4일   | 위덕대       |              |
| 29  | FW     | 대한민국         | 강지우            | 2000년 5월 9일   | 세종 고려대  |              |
| 33  | GK     | 대한민국         | 김유미            | 1997년 5월 11일  |              |              |
| 77  | MF     | 대한민국         | 윤다경            | 1993년 11월 24일 |              |              |

### 유명 선수
- 박미경 2011 ~ 2013
- 김수연 2012 ~ 2013

## 코칭 스태프
- 감독 : 윤덕여
- 코치 : 강민정 안정혁
- GK코치 : 김병곤
- 의무 : 이은미

## 역대 감독
- 1대 손종석 2011 ~ 2019
- 2대 이지은 2019 ~2020
- 3대 윤덕여 2020.11.20~현재

## 시즌별 개요
| 시즌 | 대회         | 팀 | 경기 | 승 | 무 | 패 | 득 | 실 | 차 | 승점 | 순위 |
| ---- | ------------ | -- | ---- | -- | -- | -- | -- | -- | -- | ---- | ---- |
| 2014 | WK리그       | 7  | 24   | 8  | 8  | 8  | 32 | 30 | +2 | 32   | 4위  |
| 2014 | 전국체육대회 | 8  | 1    | 0  | 1  | 0  | 1  | 1  | 0  |      | 8강  |